# Edward Speleers

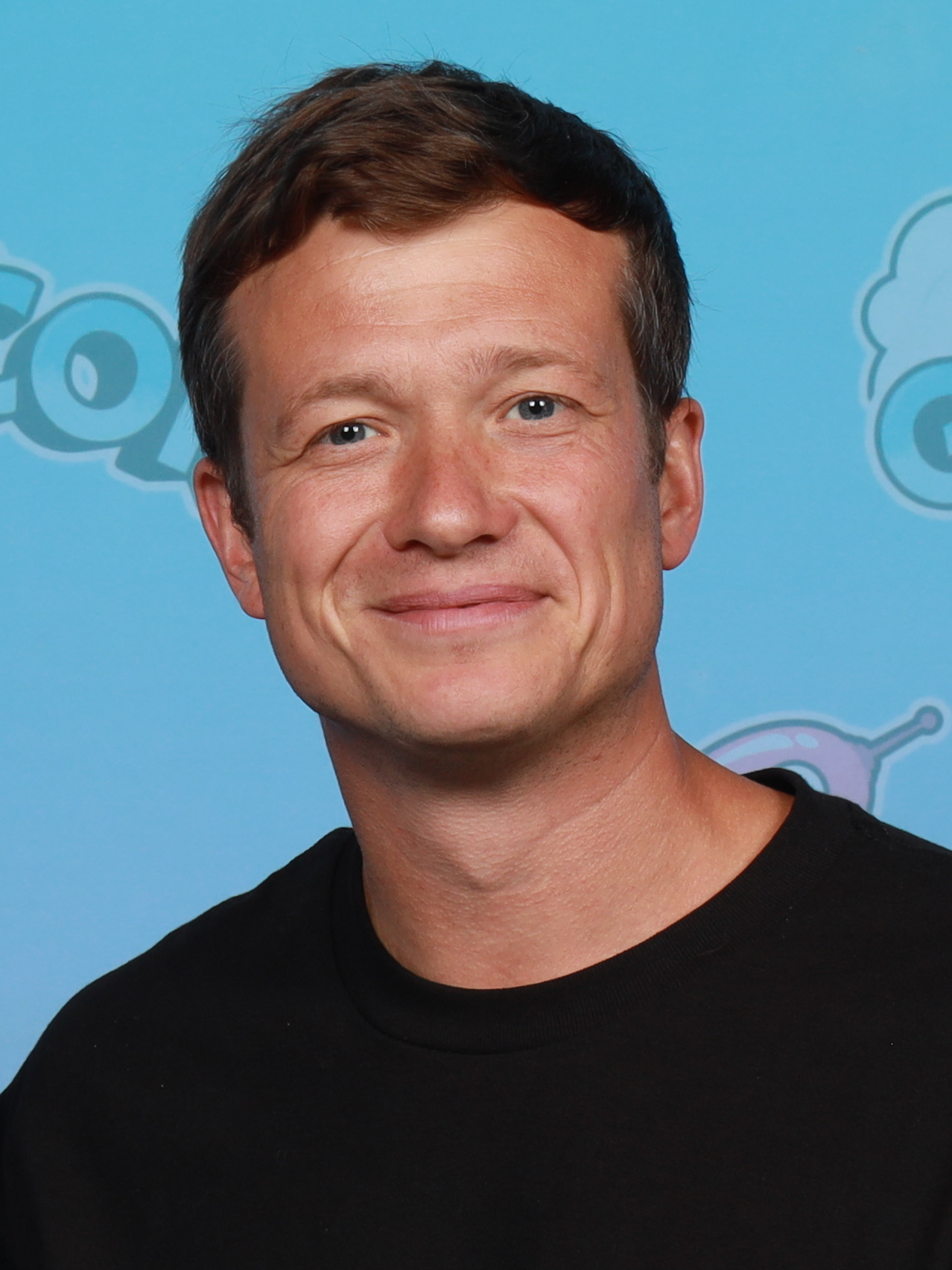
Edward Speleers, 2024.

Edward John "Ed" Speleers, född 7 april 1988 i Chichester, är en brittisk skådespelare.
Speleers är enda barnet och hans föräldrar är skilda. Hans mamma är bosatt i Spanien och hans pappa i London. Edward Speleers spelar i filmen Eragon som hade biopremiär den 15 december 2006. Innan dess studerade han och har medverkat i olika skolpjäser från tre års ålder. Hans favortitskådespelare är James Dean.
Edward Speleers är mest känd för huvudrollen i filmen Eragon men han har även spelat i flera andra filmer.
Han sökte rollen som Peter Pevensie i Narnia-filmerna, men till slut fick William Moseley rollen. Mellan 2012 och 2014 spelade han rollen som andrelakejen Jimmy Kent i TV-serien Downton Abbey.

## Filmografi

### Film
- Eragon
- Deathless
- A Lonely Place to Die
- The Ride
- Love Bite
- Metamorphosis: Titian 2012
- Turncoat
- Plastic
- Howl
- Remainder
- Alice Through the Looking Glass
- Breathe 2017

### TV
- Moving Wallpaper
- Moving Wallpaper: The Mole
- Echo Beach
- Shirasu Jiro
- Witchville
- Downton Abbey
- Wolf Hall
- Agatha Christie's: Partners in Crime
- Beowulf: Return to the Shieldlands
- Outlander

- Star trek: Picard

### Datorspel
- Eragon (röst)
- Battlefield 1 (röst)